# Paul Pesthy
Paul Károly Pesthy (Budapest, 25 marzo 1938 – San Antonio, 28 ottobre 2008) è stato uno schermidore e pentatleta ungherese naturalizzato statunitense.
Ha partecipato a 3 edizioni dei Giochi olimpici: a Tokyo 1964 nella scherma e nel pentathlon moderno (dove vinse l'argento a squadre), a Città del Messico 1968 e Montréal 1976 solo nella scherma.

## Palmarès
In carriera ha conseguito i seguenti risultati:
per gli  Stati Uniti
- Giochi olimpici:

Tokyo 1964: argento nel pentathlon moderno a squadre, 16° nel pentathlon moderno individuale, eliminato ai quarti di finale nella spada individuale, eliminato al 1º turno nella spada a squadre.
Città del Messico 1968: eliminato al 2º turno nella spada individuale, eliminato al 1º turno nella spada a squadre.
Montreal 1976: eliminato al 1º turno nella spada a squadre.
- Mondiali

Città del Messico 1962: bronzo nel pentathlon moderno a squadre.
Magglingen 1963: bronzo nel pentathlon moderno a squadre.
- Giochi panamericani:

Winnipeg 1967: oro nella spada a squadre e bronzo individuale.
Città del Messico 1975: oro nella spada a squadre e bronzo individuale.
San Juan 1979: oro nella spada a squadre e argento individuale.
Caracas 1983: argento nella spada a squadre.